# Campeonato Mundial de Atletismo de 1993
El IV Campeonato Mundial de Atletismo se celebró en Stuttgart (Alemania) entre el 13 y el 22 de agosto de 1993 bajo la organización de la Asociación Internacional de Federaciones de Atletismo y la Federación Alemana de Atletismo.
Las competiciones se llevaron a cabo en el Estadio Gottlieb-Daimler. Se contó con la presencia de 1.689 atletas.

## Resultados

### Masculino
| Evento                    | Oro                                                                                   | Plata                                                                      | Bronce                                                                          |
| ------------------------- | ------------------------------------------------------------------------------------- | -------------------------------------------------------------------------- | ------------------------------------------------------------------------------- |
| 100 m (15.08)             | Linford Christie Reino Unido 9,87 s                                                   | Andre Cason Estados Unidos 9,92 s                                          | Dennis Mitchell Estados Unidos 9,99 s                                           |
| 200 m (20.08)             | Frank Fredericks Namibia 19,85                                                        | John Regis Reino Unido 19,94                                               | Carl Lewis Estados Unidos 19,99                                                 |
| 400 m (17.08)             | Michael Johnson Estados Unidos 43,65                                                  | Harry Reynolds Estados Unidos 44,13                                        | Samson Kitur Kenia 44,54                                                        |
| 800 m (17.08)             | Paul Ruto Kenia 1:44,71                                                               | Giuseppe D'Urso · Italia · 1:44,86                                         | Billy Konchellah Kenia 1:44,89                                                  |
| 1500 m (22.08)            | Noureddine Morceli Argelia 3:34,24                                                    | Fermín Cacho · España · 3:35,56                                            | Abdi Bile Somalia 3:35,96                                                       |
| 5.000 m (16.08)           | Ismael Kirui Kenia 13:02,75                                                           | Haile Gebrselassie Etiopía 13:03,17                                        | Fita Bayissa Etiopía 13:05,40                                                   |
| 10 000 m (22.08)          | Haile Gebrselassie Etiopía 27:46,02                                                   | Moses Tanui Kenia 27:46,54                                                 | Richard Chelimo Kenia 28:06,02                                                  |
| 110 m vallas (20.08)      | Colin Jackson Reino Unido 12,91 (RM)                                                  | Tony Jarrett Reino Unido 13,00                                             | Jack Pierce Estados Unidos 13,06                                                |
| 400 m vallas (19.08)      | Kevin Young Estados Unidos 47,18                                                      | Samuel Matete Zambia 47,60                                                 | Winthrop Graham Jamaica 47,62                                                   |
| 3000 m obstáculos (21.08) | Moses Kiptanui Kenia 8:06,36                                                          | Patrick Sang Kenia 8:07,53                                                 | Alessandro Lambruschini · Italia · 8:08,78                                      |
| 20 km marcha (15.08)      | Valentí Massana · España · 1:22:31                                                    | Giovanni de Benedictis · Italia · 1:23:06                                  | Daniel Plaza · España · 1:23:18                                                 |
| 50 km marcha (21.08)      | Jesús Ángel García · España · 3:41:41                                                 | Valentin Kononen · Finlandia · 3:42:02                                     | Valeri Spitsin · Rusia · 3:42:50                                                |
| Maratón (14.08)           | Mark Plaatjes Estados Unidos 2:13:57                                                  | Luketz Swarttbooi Namibia 2:14:11                                          | Bert van Vlaanderen · Países Bajos · 2:15:12                                    |
| Salto de altura (22.08)   | Javier Sotomayor · Cuba · 2,40 m                                                      | Artur Partyka · Polonia · 2,37 m                                           | Steve Smith Reino Unido 2,37 m                                                  |
| Salto con pértiga (19.08) | Sergéi Bubka · Ucrania · 6,00                                                         | Grigori Yegorov · Kazajistán · 5,90                                        | Maxim Tarasov · Rusia / · Igor Trandenkov · Rusia · 5,80                        |
| Salto de longitud (20.08) | Mike Powell Estados Unidos 8,59                                                       | Stanislav Tarasenko · Rusia · 8,16                                         | Vitali Kirilenko · Ucrania · 8,15                                               |
| Salto triple (16.08)      | Mike Conley Estados Unidos 17,86                                                      | Leonid Voloshin · Rusia · 17,65                                            | Jonathan Edwards Reino Unido 17,44                                              |
| Peso (21.08)              | Werner Günthör · Suiza · 21,97                                                        | Randy Barnes Estados Unidos 21,80                                          | Alexandr Bagach · Ucrania · 20,40                                               |
| Disco (17.08)             | Lars Riedel · Alemania · 67,72                                                        | Dmitri Sevchenko · Rusia · 66,90                                           | Jürgen Schult · Alemania · 66,12                                                |
| Martillo (15.08)          | Andrei Abdulaiyev Tayikistán 81,64                                                    | Igor Astapkovich Bielorrusia 79,88                                         | Tibor Gécsek · Hungría · 79,54                                                  |
| Jabalina (16.08)          | Jan Železný · República Checa · 85,98                                                 | Kimmo Kinnunen · Finlandia · 84,78                                         | Mick Hill Reino Unido 82,96                                                     |
| 4 × 100 m (22.08)         | Estados Unidos Jon Drummond Andre Cason Dennis Mitchell Leroy Burrell 37,48 s         | Reino Unido Colin Jackson Tony Jarrett John Regis Linford Christie 37,77 s | Canadá · Robert Esmie · Glenroy Gilbert · Bruny Surin · Atlee Mahorn · 37,83 s  |
| 4 × 400 m (22.08)         | Estados Unidos Andrew Valmon Quincy Watts Harry Reynolds Michael Johnson 2:54,29 (RM) | Kenia Kennedy Ochieng Simon Kemboi Abednego Matilu Samson Kitur 2:59,82    | Alemania · Rico Lieder · Karsten Just · Olaf Hense · Thomas Schönlebe · 2:59,99 |
| Decatlón (20.08)          | Dan O'Brien Estados Unidos 8.817 pts.                                                 | Eduard Hämäläinen Bielorrusia 8.724 pts.                                   | Paul Meier · Alemania · 8.548 pts.                                              |

- RM – Récord mundial

### Femenino
| Evento                    | Oro                                                                                                 | Plata                                                                                    | Bronce                                                                         |
| ------------------------- | --------------------------------------------------------------------------------------------------- | ---------------------------------------------------------------------------------------- | ------------------------------------------------------------------------------ |
| 100 m (16.08)             | Gail Devers Estados Unidos 10,82 s                                                                  | Merlene Ottey Jamaica 10,82 s                                                            | Gwen Torrence Estados Unidos 10,89 s                                           |
| 200 m (19.08)             | Merlene Ottey Jamaica 21,98                                                                         | Gwen Torrence Estados Unidos 22,00                                                       | Irina Privalova · Rusia · 22,13                                                |
| 400 m (17.08)             | Jearl Miles-Clark Estados Unidos 49,82                                                              | Natasha Kaiser-Brown Estados Unidos 50,17                                                | Sandie Richards Jamaica 50,44                                                  |
| 800 m (17.08)             | Maria de Lurdes Mutola Mozambique 1:55,43                                                           | Liubov Gurina · Rusia · 1:57,10                                                          | Ella Kovacs · Rumania · 1:57,92                                                |
| 1500 m (22.08)            | Dong Liu China 4:00,50                                                                              | Sonia O'Sullivan Irlanda 4:03,48                                                         | Hassiba Boulmerka Argelia 4:04,29                                              |
| 3000 m (16.08)            | Yunxia Qu China 8:28,71                                                                             | Linli Zhang China 8:29,25                                                                | Lirong Zhang China 8:31,95                                                     |
| 10 000 m (21.08)          | Junxia Wang China 30:49,30                                                                          | Huandi Zhong China 31:12,55                                                              | Sally Barsosio Kenia 31:15,38                                                  |
| 100 m vallas (20.08)      | Gail Devers Estados Unidos 12,46                                                                    | Marina Aziabina · Rusia · 12,60                                                          | Lynda Tolbert Estados Unidos 12,67                                             |
| 400 m vallas (19.08)      | Sally Gunnell Reino Unido 52,74                                                                     | Sandra Farmer Estados Unidos 52,79                                                       | Margarita Jromova · Rusia · 53,48                                              |
| 10 km marcha (14.08)      | Sari Essayah · Finlandia · 42:59                                                                    | Ileana Salvador · Italia · 43:08                                                         | Encarna Granados · España · 43:21                                              |
| Maratón (15.08)           | Junko Asari Japón 2:30:03                                                                           | Maria Manuela Machado Portugal 2:30:54                                                   | Tomoe Abe Japón 2:31:01                                                        |
| Salto de altura (21.08)   | Ioamnet Quintero · Cuba · 1,99                                                                      | Silvia Costa · Cuba · 1,97                                                               | Sigrid Kirchmann · Austria · 1,97                                              |
| Salto de longitud (15.08) | Heike Drechsler · Alemania · 7,11 m                                                                 | Larisa Berezhnaya · Ucrania · 6,98 m                                                     | Renata Nielsen Dinamarca 6,76 m                                                |
| Salto triple (21.08)      | Anna Biriukova · Rusia · 15,09 (RM)                                                                 | Iolanda Chen · Rusia · 14,70                                                             | Iva Prandzheva Bulgaria 14,23                                                  |
| Peso (15.09)              | Zhihong Huang China 20,57                                                                           | Svetlana Kriveliova · Rusia · 19,97                                                      | Kathrin Neimke · Alemania · 19,71                                              |
| Disco (19.08)             | Olga Burova · Rusia · 67,40                                                                         | Daniela Costian Australia 65,36                                                          | Chunfeng Min China 65,26                                                       |
| Jabalina (22.08)          | Trine Hattestad · Noruega · 69,18                                                                   | Karen Forkel · Alemania · 65,80                                                          | Natalia Shikolenko Bielorrusia 65,64                                           |
| 4 × 100 m (22.08)         | Rusia · Olga Bogoslovskaya · Galina Malchugina · Natalia Pomoshchnikova · Irina Privalova · 41,49 s | Estados Unidos Michelle Finn Gwen Torrence Wendy Vereen Gail Devers 41,49 s              | Jamaica Michelle Freeman Juliet Campbell Nicole Mitchell Merlene Ottey 41,94 s |
| 4 × 400 m (22.08)         | Estados Unidos Gwen Torrence Maicel Malone Natasha Kaiser-Brown Jearl Miles-Clark 3:16,71           | Rusia · Elena Ruzina · Tatiana Alexeyeva · Margarita Jromova · Irina Privalova · 3:18,38 | Reino Unido Linda Keough Phylis Smith Tracy Goddard Sally Gunnell 3:23,41      |
| Heptatlón (17.08)         | Jackie Joyner-Kersee Estados Unidos 6.837 pts.                                                      | Sabine Braun · Alemania · 6.797 pts.                                                     | Svetlana Buraga Bielorrusia 6.635 pts                                          |

- RM – Récord mundial

## Medallero
| Núm. | País            | Oro | Plata | Bronce | Total |
| ---- | --------------- | --- | ----- | ------ | ----- |
| 1    | Estados Unidos  | 13  | 7     | 5      | 25    |
| 2    | China           | 4   | 2     | 2      | 8     |
| 3    | Rusia           | 3   | 8     | 5      | 16    |
| 4    | Kenia           | 3   | 3     | 4      | 10    |
| 4    | Reino Unido     | 3   | 3     | 4      | 10    |
| 6    | Alemania        | 2   | 2     | 4      | 8     |
| 7    | España          | 2   | 1     | 2      | 5     |
| 8    | Cuba            | 2   | 1     | 0      | 3     |
| 9    | Finlandia       | 1   | 2     | 0      | 3     |
| 10   | Jamaica         | 1   | 1     | 3      | 5     |
| 11   | Ucrania         | 1   | 1     | 2      | 4     |
| 12   | Etiopía         | 1   | 1     | 1      | 3     |
| 13   | Namibia         | 1   | 1     | 0      | 2     |
| 14   | Argelia         | 1   | 0     | 1      | 2     |
| 14   | Japón           | 1   | 0     | 1      | 2     |
| 16   | Mozambique      | 1   | 0     | 0      | 1     |
| 16   | Noruega         | 1   | 0     | 0      | 1     |
| 16   | República Checa | 1   | 0     | 0      | 1     |
| 16   | Suiza           | 1   | 0     | 0      | 1     |
| 16   | Tayikistán      | 1   | 0     | 0      | 1     |
| 21   | Italia          | 0   | 3     | 1      | 4     |
| 22   | Bielorrusia     | 0   | 2     | 2      | 4     |
| 23   | Australia       | 0   | 1     | 0      | 1     |
| 23   | Irlanda         | 0   | 1     | 0      | 1     |
| 23   | Kazajistán      | 0   | 1     | 0      | 1     |
| 23   | Polonia         | 0   | 1     | 0      | 1     |
| 23   | Portugal        | 0   | 1     | 0      | 1     |
| 23   | Zambia          | 0   | 1     | 0      | 1     |
| 29   | Austria         | 0   | 0     | 1      | 1     |
| 29   | Bulgaria        | 0   | 0     | 1      | 1     |
| 29   | Canadá          | 0   | 0     | 1      | 1     |
| 29   | Dinamarca       | 0   | 0     | 1      | 1     |
| 29   | Hungría         | 0   | 0     | 1      | 1     |
| 29   | Países Bajos    | 0   | 0     | 1      | 1     |
| 29   | Rumania         | 0   | 0     | 1      | 1     |
| 29   | Somalia         | 0   | 0     | 1      | 1     |
|      | TOTAL           | 44  | 44    | 45     | 133   |